# Dronningen
Dronningen è un film del 2019 diretto da May el-Toukhy.
È stato scelto come film rappresentante la Danimarca nella categoria per il miglior film internazionale ai premi Oscar 2020.

## Trama
Un'avvocatessa di successo mette a rischio la sua carriera e minaccia di distruggere la sua famiglia dopo aver avuto una relazione con il figliastro adolescente.

## Riconoscimenti
- 2019 - European Film Awards
  - Candidatura per la miglior attrice a Trine Dyrholm
- 2020 - Premi Robert
  - Miglior film
  - Miglior regista a May el-Toukhy
  - Miglior attrice a Trine Dyrholm
  - Miglior attore non protagonista a Magnus Krepper
  - Miglior sceneggiatura originale a Maren Louise Käehne e May el-Toukhy
  - Miglior fotografia a Jasper Spanning
  - Miglior montaggio a Rasmus Stensgaard Madsen
  - Miglior colonna sonora originale a Jon Ekstrand
  - Miglior sonoro a Nino Jacobsen e Oskar Skriver
  - Candidatura per il miglior attore a Gustav Lindh
  - Candidatura per la miglior scenografia a Mia Stensgaard
  - Candidatura per i migliori costumi a Rebecca Richmond
  - Candidatura per il miglior trucco ad Anne Cathrine Sauerberg